# Premio Stresa
Der Premio Stresa di Narrativa ist ein italienischer Literaturpreis, der 1976 in Stresa gegründet wurde und jährlich verliehen wird.

## Geschichte
Gründer des Premio Stresa war eine Gruppe von Intellektuellen, darunter Mario Bonfantini, Mario Soldati, Gianfranco Lazzaro, Franco Esposito und Piero Chiara. Lange Jahre war Lazzaro Vorsitzender des Vereins. In den Anfangsjahren gehörten Schriftsteller und Intellektuelle wie Carlo Bo, Giovanni Spadolini, Giorgio Barberi Squarotti und Primo Levi der Jury an.
Von 1985 bis 1994 fand keine Preisverleihung statt.
1995 wurde die Organisation vom Tourismusverband Stresa übernommen, der sie auch heute noch, mit Unterstützung der Stadtverwaltung von Stresa und der Fondazione Banca popolare di Novara, ausrichtet. Der Premio Stresa ist Werken in italienischer Sprache vorbehalten, die in Italien und der Schweiz veröffentlicht wurden. Die Auswahl wird von einer Jury, die mit Literaturkritikern besetzt ist, getroffen, die jährlich fünf Bücher für die Endrunde nominiert. Anschließend wählen 70 Leser aus den Nominierungen den Preisträger des Jahres aus, der auf einer Abschlussversammlung der Öffentlichkeit präsentiert wird.

## Preisträger
Liste der Preisträger:
- 1976: Gianfranco Lazzaro für Il cielo colore delle colline – La Provincia Azzurra[1]
- 1977: Eugenio Travaini für Il vento in testa – Rizzoli
- 1978: Marise Ferro für La sconosciuta – Rizzoli
- 1980: Carlo della Corte für Grida dal Palazzo d’Inverno – Mondadori
- 1981: Virginia Galante Garrone für Se mai torni – Garzanti
- 1982: Marcello Venturi für Sconfitti sul campo – Rizzoli
- 1983: Davide Lajolo für Il merlo di campagna e il merlo di città – Rizzoli
- 1984: Giorgio De Simone für L’armonista – Rizzoli
- 1995: Duilio Pallottelli für Voglia di famiglia – Rusconi
- 1996: Enrico Fovanna für Il pesce elettrico – Baldini & Castoldi
- 1997: Dante Maffia für Il romanzo di Tommaso Campanella – Spirali
- 1998: Guido Conti für Il coccodrillo sull’altare – Guanda
- 1999: Maurizio Maggiani für La regina disadorna – Feltrinelli
- 2000: Alberto Bevilacqua für La polvere sull’erba – Einaudi
- 2001: Roberto Pazzi für Conclave – Frassinelli
- 2002: Diego Marani für L’ultimo dei Vostiachi – Bompiani
- 2003: Simonetta Agnello Hornby für La Mennulara – Feltrinelli
- 2004: Antonia Arslan für La masseria delle allodole – Rizzoli
- 2005: Maurizio Cucchi für Il male è nelle cose – Mondadori
- 2006: Marco Santagata für L’amore in sé – Guanda
- 2007: Paolo Rumiz für La leggenda dei monti naviganti – Feltrinelli
- 2008: Andrea Fazioli für L’uomo senza casa – Guanda
- 2009: Giuseppe Conte für L’adultera – Longanesi
- 2010: Francesco Carofiglio für Ritorno nella valle degli angeli – Marsilio Editori
- 2011: Bruno Arpaia für L’energia del vuoto – Guanda
- 2012: Francesca Melandri für Più alto del mare – Rizzoli
- 2013: Lidia Ravera für Piangi pure – Bompiani
- 2014: Valentina D’Urbano für Acquanera – Longanesi
- 2015: Lorenzo Marone für La tentazione di essere felici – Longanesi[6]
- 2016: Carmine Abate für La felicità dell’attesa – Mondadori[7]
- 2017: Domenico Dara für Appunti di meccanica celeste – Nutrimenti
- 2018: Carolina Orlandi für Se tu potessi vedermi – Mondadori[8]
- 2019: Elena Loewenthal für Nessuno ritorna a Baghdad – Bompiani[9][10]
- 2020: Melania Mazzucco für L’Architettrice – Einaudi[11]
- 2021: Giosuè Calaciura für Io sono Gesù – Sellerio[12]
- 2022: Fabio Stassi für Mastro Geppetto – Sellerio[13]
- 2023: Matteo B. Bianchi für La vita di chi resta – Mondadori[14]
- 2024: Federica Manzon für Alma – Feltrinelli[15]